# Mon cœur est malade
Singles de Dave
Vanina
(1974) Du côté de chez Swann
(1975)
Pistes de Dave
Du côté de chez Swann
(1) Après tout
(3)
Mon cœur est malade est une chanson interprétée par Dave, écrite par Patrick Loiseau, sur une musique composée par Mike Batt, sortie en 1975 sur l'album Dave. 
Le titre se classe à la quatrième place du hit-parade français en mars 1975. Une version soul a par la suite été enregistrée par Dave sur l'album Blue-Eyed Soul ! sorti en 2011.

## Classements

### Classements hebdomadaires
| Classement (1975)                       | Meilleure position |
| --------------------------------------- | ------------------ |
| Belgique (Wallonie Ultratop 50 Singles) | 3                  |
| France (IFOP)                           | 4                  |

### Classements de fin d'année
| Classement (1975) | Position |
| ----------------- | -------- |
| France (SNEP)     | 42       |